# Dissotis melleri
Dissotis melleri es una especie de planta fanerógama  pertenecientes a la familia Melastomataceae. Es originaria del África tropical.

## Descripción
Es un árbol o arbusto que alcanza un tamaño de 2-4,5 m de altura; con ramillas 4-angulares. 

## Ecología
Se encuentra en la selva tropical y los márgenes; matorrales verde; bosque ribereño; situaciones expuestas en los acantilados, laderas de las montañas en pastizales y grietas de rocas; a una altitud de 1350-3100 metros en África oriental.

## Taxonomía
Dissotis melleri fue descrita por Joseph Dalton Hooker  y publicado en Flora of Tropical Africa 2: 453. 1871.
Etimología
Dissotis: nombre genérico que deriva de las palabras griegas: dissos, lo que significa "doble". Esto se refiere a los dos tipos de anteras que es una característica de este género.
melleri: epíteto
Sinonimia
- Dissotis melleri var. greenwayi (A. Fern. & R. Fern.) A. Fern. & R. Fern.